# L'Œcumène d'or
Pour les articles homonymes, voir Golden Age.
Ne doit pas être confondu avec Écoumène.
 (octobre 2023).
L'Œcumène d'or (titre original : The Golden Age) est un roman de science-fiction écrit par John C. Wright et publié en 2002, se déroulant dans un lointain futur éloigné de notre époque de plusieurs dizaines de milliers d'années de progrès ininterrompu. Le roman est le premier tome de la Trilogie de l'Âge d'or ; les tomes suivants sont Le Phénix exultant et La Haute Transcendance.

## Résumé
Le personnage principal, nommé Phaethon, découvre que ses souvenirs ont été altérés. Il va essayer de découvrir qui - et pourquoi - est l'auteur de cet acte.